# Elrio van Heerden
Elrio van Heerden (Port Elizabeth, Dél-afrikai Köztársaság, 1983. július 11.) dél-afrikai labdarúgó, aki jelenleg a Blackburn Roversben játszik középpályásként.

## Pályafutása

### FC København
Van Heerden az FC København Port Elizabeth-i akadémiáján kezdett futballozni. 2002-ben írt alá profi szerződést a dánokkal. 2004-ben az Aalborg ellen debütált, nagyszerűen sikerült a bemutatkozása, hiszen a meccs utolsó perceiben egyenlítő gólt szerzett, ezzel egy pontot szerezve csapatának. Ez a pont azt jelentette, hogy a koppenhágaiak akár már a következő meccsen, az FC Nordsjælland ellen megnyerhették a bajnokságot. 4-2-es diadalt arattak, így örülhettek az aranyéremnek.

### Club Brugge
2006. január 24-én Van Heerden a belga Club Brugge-höz igazolt. 67 bajnoki mérkőzésen lépett pályára a kék-feketéknél és két gólt szerzett.

### Blackburn Rovers
A Blackburn Rovers 2009. június 2-án bejelentette, hogy ingyen leigazolta Van Heerdent, aki egy két évre szóló szerződést írt alá az Ewood Parkban.

## Válogatott
Van Heerden 2004 óta tagja a dél-afrikai válogatottnak, azóta 28 alkalommal kapott lehetőséget a csapatban és három gólt szerzett. Részt vett a 2005-ös CONCACAF-aranykupán, a 2006-os és 2008-as afrikai nemzetek kupáján, valamint a 2009-es konföderációs kupán is.

### Góljai a válogatottban
| # | Dátum            | Helyszín               | Ellenfél | Eredmény | Végeredmény | Esemény                         |
| - | ---------------- | ---------------------- | -------- | -------- | ----------- | ------------------------------- |
| 1 | 2005. július 6.  | Home Depot Center, USA | Mexikó   | 2-0      | 2-1         | 2005-ös CONCACAF-aranykupa      |
| 2 | 2008. január 23. | Tamale, Ghána          | Angola   | 1-1      | 1-1         | 2008-as afrikai nemzetek kupája |
| 3 | 2008. január 31. | Kumasi, Ghána          | Szenegál | 1-0      | 1-1         | 2008-as afrikai nemzetek kupája |

## Külső hivatkozások
- Elrio van Heerden pályafutásának statisztikái a Soccerbase oldalon (angolul)

- Elrio van Heerden válogatottbeli statisztikái a FIFA.com-on Archiválva 2010. január 24-i dátummal a Wayback Machine-ben
- Elrio van Heerden adatlapja a Blackburn Rovers honlapján

## Fordítás
- Ez a szócikk részben vagy egészben  az   Elrio van Heerden című angol Wikipédia-szócikk fordításán alapul.  Az eredeti cikk szerkesztőit annak laptörténete sorolja fel. Ez a jelzés csupán a megfogalmazás eredetét és a szerzői jogokat jelzi, nem szolgál a cikkben szereplő információk forrásmegjelöléseként.